# بيان زهران
بيان محمود زهران هي محامية ومستشارة قانونية وكاتبة في المملكة العربية السعودية. دشنت مكتبها الرسمي للمحاماة، والذي يُعَدّ أول مكتب لمحامية سعودية على مستوى المملكة العربية السعودية.
صنفتها مجلة أرابيان بيزنس ومقرها دبي في المرتبة السابعة بين أقوى امرأة عربية في قائمتها لعام 2015. تم إدراجها أيضًا في قائمة مجلة فورتشن لعام 2015 لأعظم 50 قائدًا في العالم. تم تكريمها بجائزة دولية (اترك وراءك بصمة ) حاصلة على ماجستير في القانون العام من كلية الشرق العربي بالرياض وشاركت في العديد من المؤتمرات المحلية والدولية وعملت في قضايا حماية المرأة والطفل من العنف والايذاء